# Neustädter Tor (Tangermünde)

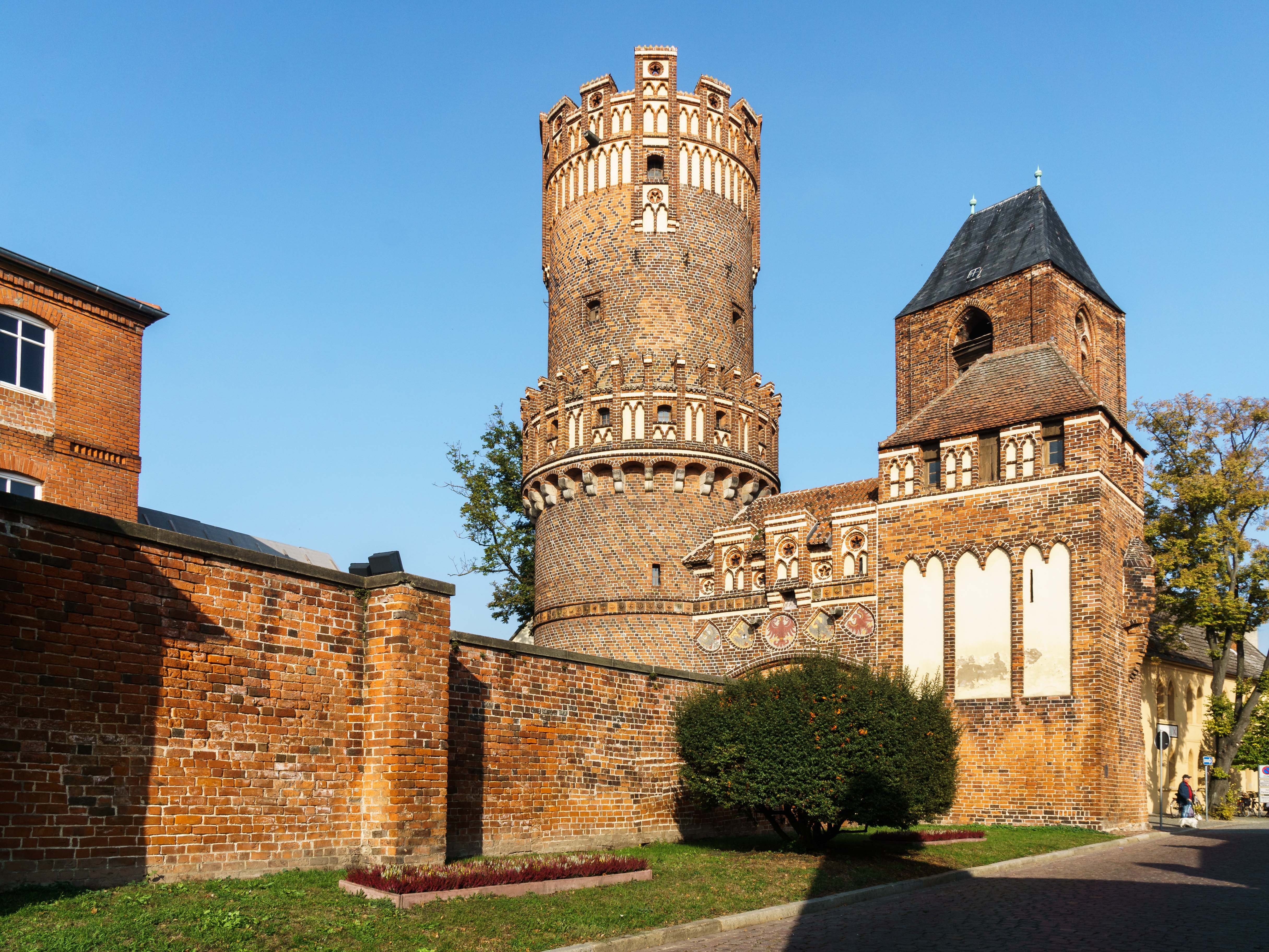
Neustädter Tor (2016)

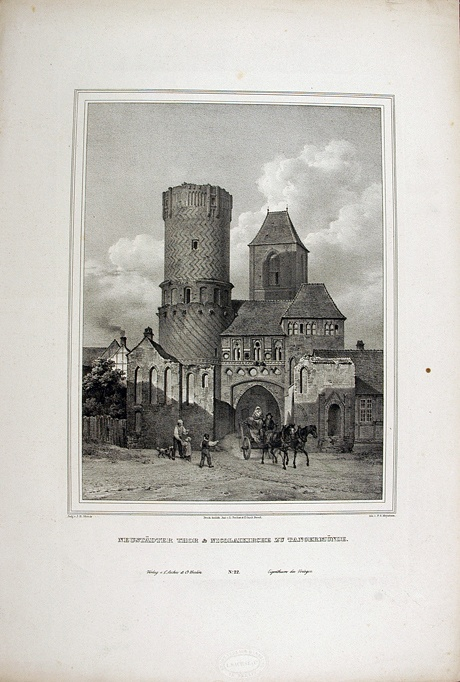
Neustädter Tor, Zeichnung von Friedrich Eduard Meyerheim

Das Neustädter Tor, auch als Stendaler Tor bezeichnet, in Tangermünde, einer Stadt im Südosten des Landkreises Stendal im nördlichen Sachsen-Anhalt, ist ein charakteristisches und unverwechselbares Bauwerk der norddeutschen Backsteingotik.

## Architektur
Der rechteckige Turm wurde um 1300 errichtet. Der Rundturm und der Mittelbau entstanden um 1450 und flankieren einen spitzbogigen Durchfahrtsbau. Der Rundturm ist mit einem auskragenden Wehrgang versehen. Die reichere Gestaltung des Rundturms, des Mittelbaus und des Aufsatzes am Rechteckbau entspricht der Bauzeit um 1450 und wurde vermutlich durch Stephan Buxtehude vermittelt, auf den das Uenglinger Tor in Stendal und das Elbtor in Werben zurückgehen. Der Rundturm ist verziert durch Glasurziegel in spiral- oder zickzackförmiger Anordnung, durch einen Formsteinfries mit einer Darstellung des Medusenhaupts und variiertem Blendenschmuck.
Die Putzblenden über der Tordurchfahrt tragen 1897 aufgemalte Wappen:
- Preußischer Adler,
- Reichsadler mit dem aufgelegten Hohenzollernschild,
- Tangermünder Adler,
- Adler des Heiligen Römischen Reiches Deutscher Nation,
- Brandenburgischer Adler.